# Evangelische Kirche Quettingen

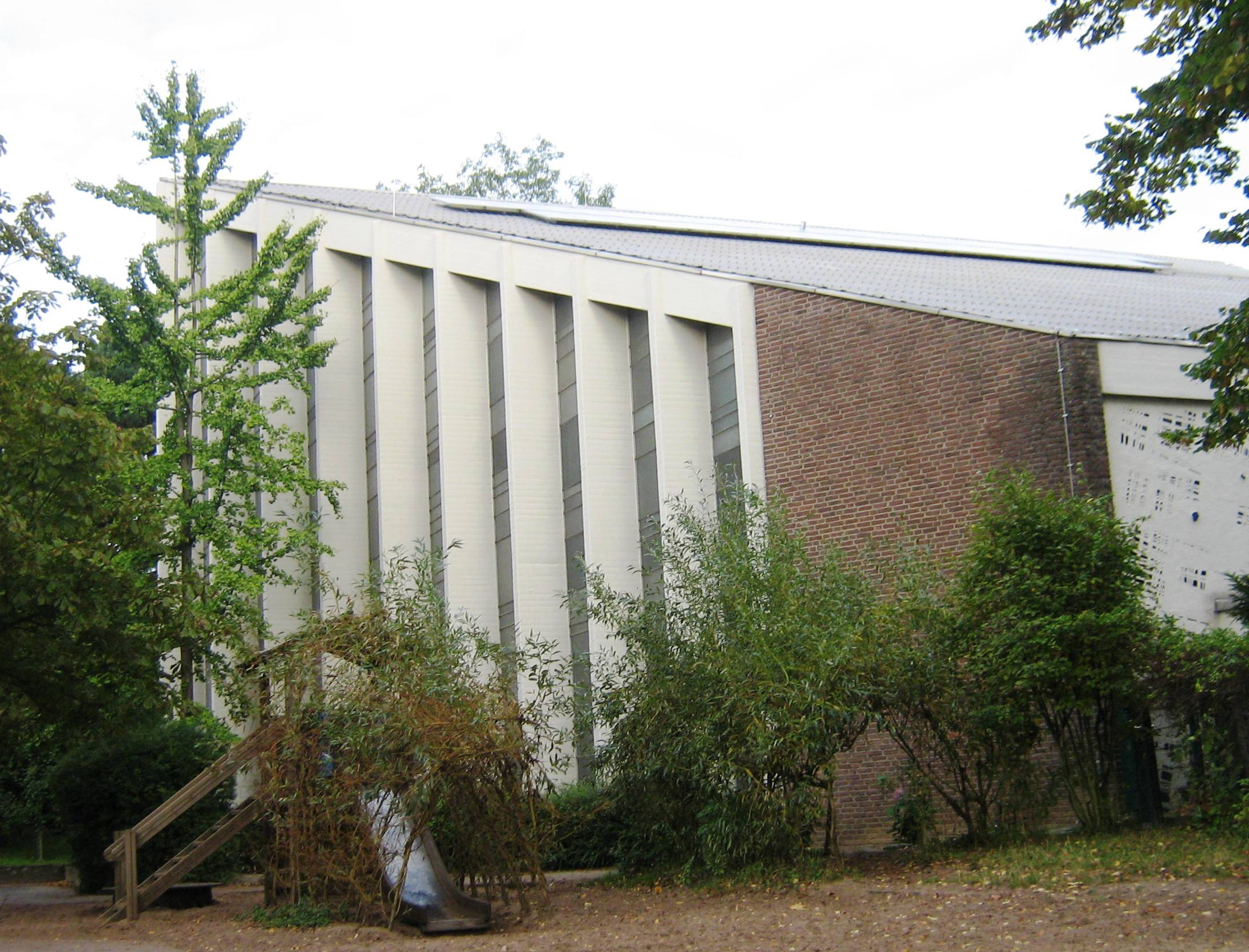
Die Kirche an der Kolberger/Ecke Jakobistraße

Das Gemeindezentrum Kolberger Straße ist ein evangelischer Sakralbau im Leverkusener Stadtteil Quettingen. Es ist eine von drei Gottesdienststätten der Kirchengemeinde Opladen im Kirchenkreis Leverkusen der Evangelischen Kirche im Rheinland.

## Geschichte
Erst seit dem 19. Jahrhundert nahm infolge der Industrialisierung die Zahl evangelischer Christen im Opladener Raum zu. 1840 entschieden sich die in Quettingen und Lützenkirchen wohnenden Evangelischen per Abstimmung für die Zugehörigkeit zur Gemeinde in Neukirchen. Sie besuchten dort auch den Gottesdienst.

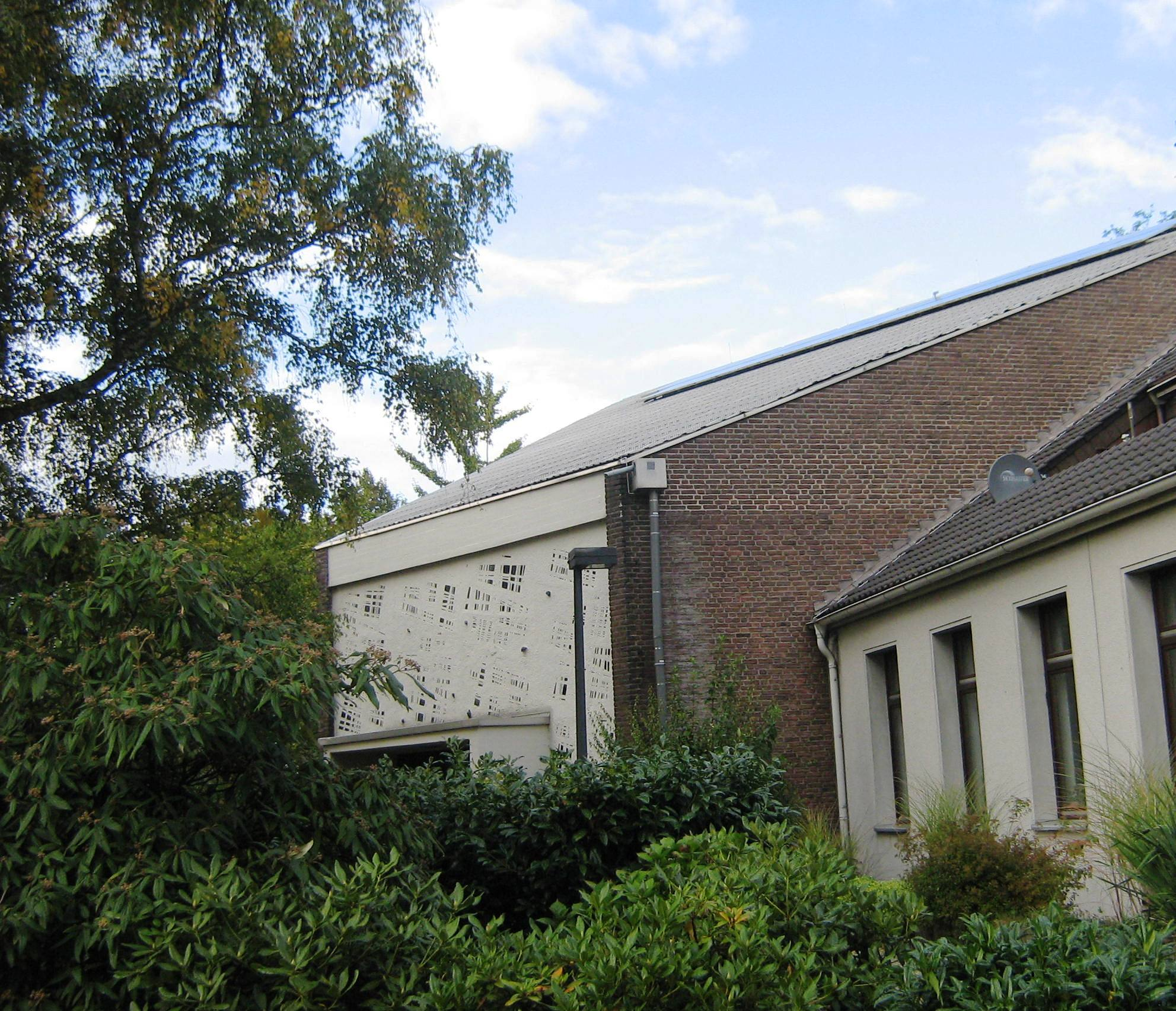
Kirche am Gemeindehaus (2012)

Nach dem Zweiten Weltkrieg wuchs die Zahl der Protestanten in Quettingen und Lützenkirchen durch Aufnahme von Flüchtlingen auf 1800 (1951). Eine Gemeindeversammlung in Quettingen votierte am 20. September 1951 für eine Umpfarrung nach Opladen, nachdem durch die Kirchenleitung eine eigene Pfarrstelle für Quettingen zugesichert worden war; die Umgliederung erfolgte am 1. April 1952. Im Jahr 1954 wurde Albert Buhlmann als der erste evangelische Pfarrer für Lützenkirchen und Quettingen berufen. Der Gottesdienst fand in einem Klassenraum der neuen evangelischen Volksschule statt.
Erst am 24. Juni 1962 konnte an der Bahnstraße (heute. Kolberger Straße)/Ecke Jacobistraße der Grundstein zur evangelischen Kirche Quettingen mit Gemeindezentrum, Kindergarten und Pfarrhaus gelegt werden. Seit dem 9. Februar 1964 ist der sechseckige Kirchenbau mit 400 Plätzen, entworfen von den Architekten Duncker und Gröbing, der größte gottesdienstliche Raum der Gemeinde Opladen. Die unterschiedlichen Baustoffe (Holz, Glas, Beton, Ziegel) geben ihm eine besondere Ausstrahlung.